# UTC−8:30
UTC−8:30 a fost un fus orar aflat cu 8 ore și 30 minute după UTC. UTC−8:30 a fost folosit pe insulele Pitcairn până 26 aprilie 1998. Din 27 aprilie 1998 insulele Pitcairn folosesc fusul orar UTC−8.